# Chlamydotis macqueenii
L'ubara asiatica (Chlamydotis macqueenii (J. E. Gray, 1832)) è un uccello della famiglia degli Otididi diffuso dal Medio Oriente alla Cina centrale.

## Descrizione

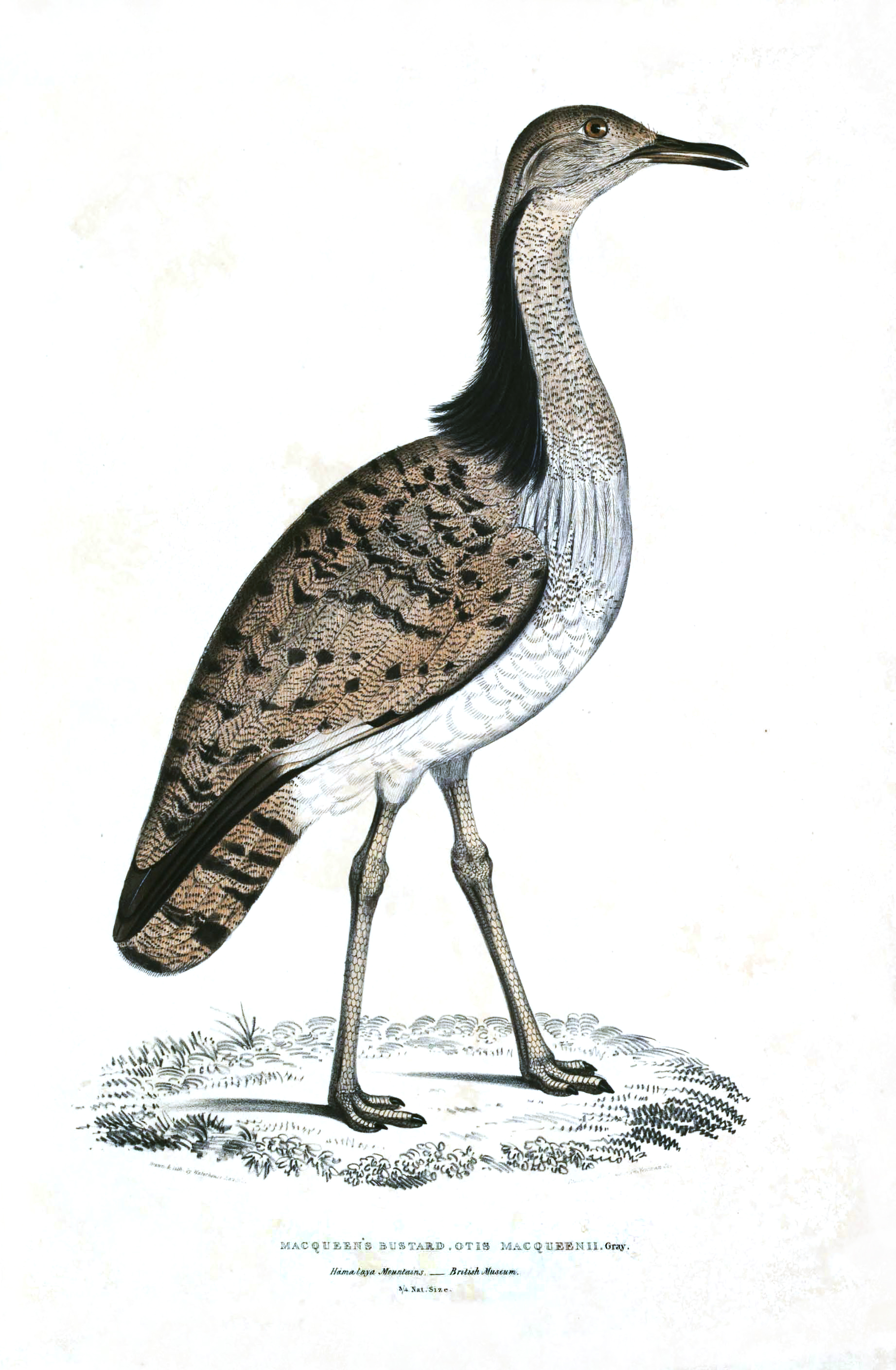
Litografia tratta da Illustrations of Indian Zoology (1834).

### Dimensioni
Il maschio misura 65-75 cm di lunghezza, per un peso di 1800-3200 g; la femmina misura 55-65 cm di lunghezza, per un peso di 1200-1700 g.

### Aspetto
L'ubara asiatica è strettamente imparentata con l'ubara e solo di recente è stata riconosciuta come una specie distinta. Studi recenti riguardanti il comportamento, il canto e la genetica hanno infatti dimostrato che esistono differenze significative tra le due. Chlamydotis macqueenii è un'otarda di medie dimensioni, dal piumaggio relativamente chiaro e dal corpo slanciato. A differenza della maggior parte delle otarde, esibisce un certo livello di dimorfismo sessuale. Il maschio adulto è significativamente più grande della femmina e presenta una serie di piume ispide più lunghe e più appariscenti sulla parte posteriore del vertice, sul collo e sul petto e delle tracce di nero ai lati di quest'ultimo. Gli adulti di entrambi i sessi mostrano sulla parte superiore un piumaggio grigio-beige piuttosto chiaro con macchioline e punti di colore marrone scuro che si fanno più discreti sulle copritrici alari. Sulla coda vi sono tre larghe fasce blu-grigie ben visibili. Il vertice beige è talvolta mascherato da una fascia di piume erettili bianche; il resto della faccia è grigio-beige chiaro. Una lunga fascia nerastra costituita da piume filamentose ed erettili scende da ogni lato del collo biancastro fino al petto. Le parti inferiori sono chiare e le zampe verde oliva o giallo paglierino.

### Voce
L'ubara asiatica è quasi sempre silenziosa.

## Biologia
L'ubara asiatica è più portata alle abitudini erratiche della sua cugina africana.
La parata nuziale è molto spettacolare, come quella delle altre otarde. I maschi sollevano le lunghe piume bianche della gola mentre gettano la testa all'indietro. Il pennacchio bianco del collo oscilla mentre trotterellano in cerchio e si muovono a zig-zag. L'ubara asiatica si trova spesso da sola o in coppia, ma in inverno si possono osservare grandi assembramenti di esemplari.

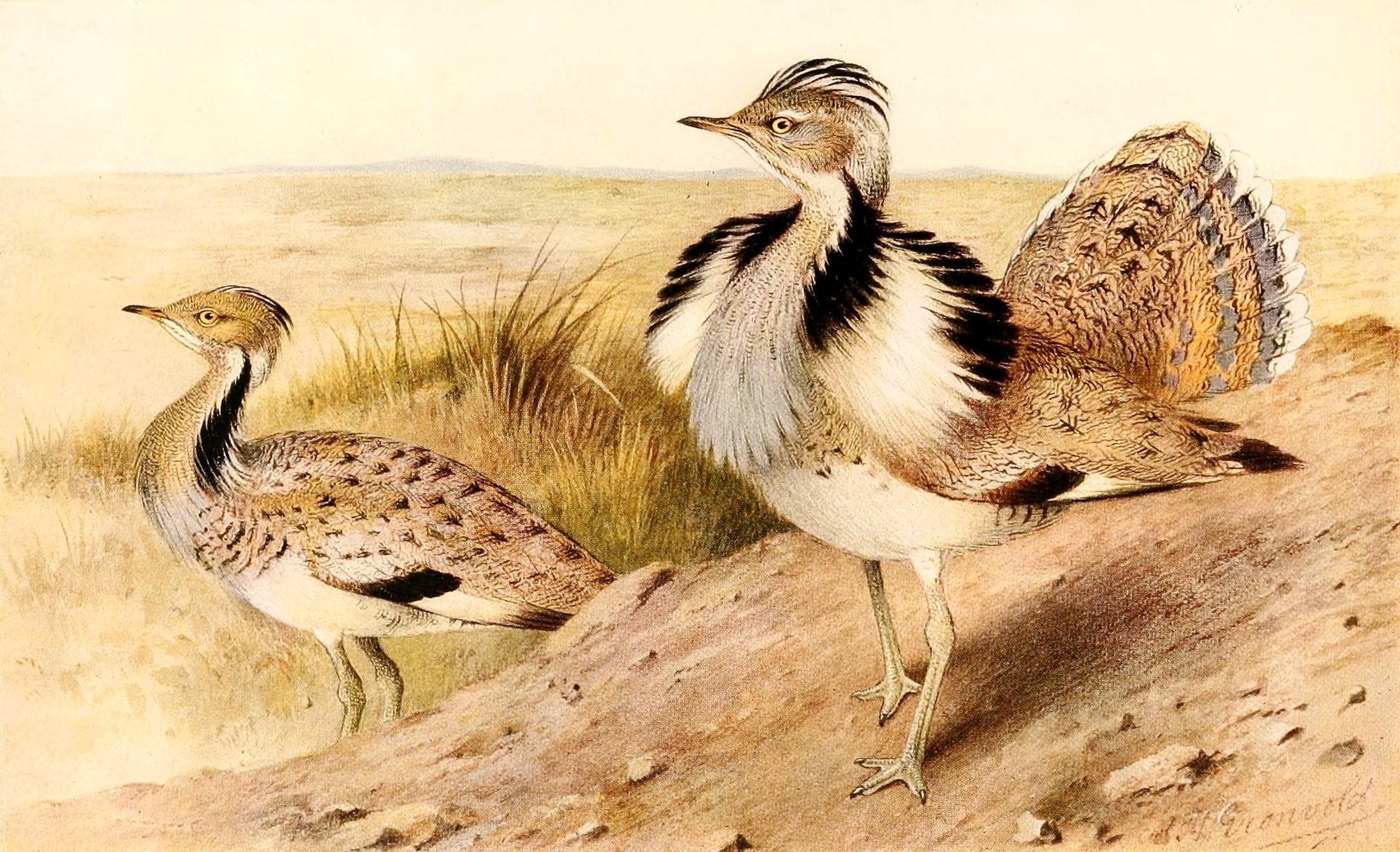
Disegno con un maschio in parata parziale con il collare eretto.

### Volo
L'ubara asiatica è in grado di effettuare voli su lunghe distanze, in quanto è dotata di ali grandi e potenti, ma generalmente preferisce correre o accovacciarsi e nascondersi quando deve affrontare un pericolo.

### Alimentazione
L'ubara asiatica è onnivora. Si nutre di cavallette, grilli, piccoli vertebrati, lucertole e serpenti, ma nel suo menu rientrano anche semi, bacche, giovani germogli e foglie.

### Riproduzione
Nonostante le differenze di longitudine, la stagione di riproduzione non subisce grandi fluttuazioni. In Pakistan va da marzo ad aprile. Il nido è una semplice depressione che l'uccello crea grattando per terra. Sceglie la sua posizione vicino a un cespuglio, in modo che sia al sicuro dai predatori. Vengono deposte da due a quattro uova. L'incubazione dura circa 24 giorni. I pulcini sono ricoperti da un piumino beige screziato di macchie nere, bianche e seppia, che gli conferisce un perfetto camuffamento nel loro ambiente abituale.

## Distribuzione e habitat
L'ubara asiatica è un uccello caratteristico dei deserti e dei terreni semi-aridi dell'Asia, dal Medio Oriente fino alla Mongolia. Sono uccelli migratori che nidificano in primavera principalmente in Asia centrale e svernano nel sud del continente, in Pakistan e Medio Oriente; tuttavia, parte della popolazione, quella stanziata nelle regioni più meridionali, è sedentaria. La linea di demarcazione geografica tra le due specie di ubara, asiatica e africana, passa per la penisola del Sinai. È improbabile che alcuni di questi uccelli riescano a raggiungere l'Europa occidentale, in quanto a causa della caccia sono stati praticamente estirpati dal Vicino Oriente.
La specie è diffusa in Medio Oriente, dall'Arabia fino all'Iran e al Pakistan orientale, ed è presente anche dal nord-ovest del Kazakistan fino alla Mongolia e alla Cina. Sverna dal golfo Persico all'India.

## Conservazione
Nella parte occidentale dell'areale la specie è stata pressoché sterminata dai falconieri arabi, che la consideravano la migliore delle prede. Se gli eccessi della caccia sono una delle cause della diminuzione dei suoi effettivi, è il degrado ambientale il responsabile principale. Fortunatamente, il governo dell'Arabia Saudita ha compiuto sforzi significativi per assicurare la gestione e la conservazione delle specie. La IUCN la considera «specie vulnerabile» (Vulnerable).